# Sai de Baixo - O Filme
Sai de Baixo – O Filme é um longa-metragem brasileiro baseado na sitcom homônima, produzida e exibida entre 1996 a 2002 pela Rede Globo. O roteiro é de Miguel Falabella, que também atua no filme, com direção de Cris D'Amato.

## Enredo
Depois de uma longa temporada na prisão, Caco Antibes (Miguel Falabella) volta ao Largo do Arouche, para descobrir que o resto da família - a esposa Magda (Marisa Orth), a sogra Cassandra (Aracy Balabanian), o filho Caquinho (Rafael Canedo) e Vavá (Luis Gustavo) - está falida e  morando de favor com o porteiro Ribamar (Tom Cavalcante) e sua nova parceira Cibalena (Cacau Protásio). Logo, Caco e Magda separadamente se envolvem em um trambique que envolve mandar joias contrabandeadas para o exterior, para o qual decidem reviver a agência de turismo Vavatur e organizar uma excursão para Foz do Iguaçu, na esperança de não serem pegos pela polícia no percurso.[carece de fontes?]

## Elenco
| Ator              | Personagem                              |
| ----------------- | --------------------------------------- |
| Miguel Falabella  | Caco Antibes                            |
| Marisa Orth       | Magda Luciana Sayão Antibes             |
| Aracy Balabanian  | Cassandra Mathias Sayão                 |
| Luis Gustavo      | Vanderley "Vavá" Mathias                |
| Tom Cavalcante    | Ribamar Ferreira da Peixera Silva Pinto |
| Tom Cavalcante    | Tia Jaula Cavalcante                    |
| Rafael Canedo     | Caquinho Antibes                        |
| Cacau Protásio    | Cibalena                                |
| Katiuscia Canoro  | Sunday                                  |
| Lucio Mauro Filho | Angelita Rollas                         |
| Lucio Mauro Filho | Banqueta                                |
| Castrinho         | Juiz Nicolau Antibes                    |
| George Sauma      | Dr. Mascarenhas                         |
| Carla Daniel      | Inspetora da Polícia Federal            |
| Ary França        | Seu Heleno                              |
| Theresa Amayo     | Dona Leonor                             |
| Caçulinha         | Motorista de aplicativo                 |
| Julio Braga       | Deficiente Visual                       |
| Alexandre Moreno  | Repórter                                |
| Carol Nakamura    | Visitante do apartamento                |

## Produção
As filmagens estavam previstas para terem início em 2017, porém foram remarcadas para abril de 2018 após a morte de Márcia Cabrita. Em 22 de janeiro de 2018 Miguel divulgou a sinopse oficial do filme e afirmou que o longa teria as gravações iniciadas em abril daquele ano, mas sem previsão de estreia. Entretanto, parte das filmagens aconteceram no dia 12 de fevereiro de 2018, durante o desfile da escola de samba carioca Unidos da Tijuca, que o homenageou naquele carnaval. Em 25 de abril, Aracy, Luis Gustavo, Marisa, Miguel e Tom fizeram a primeira reunião geral do filme. Depois, o elenco posou para algumas fotos que em seguida foram reveladas pelos atores, anunciando que o projeto estava em andamento. Em 29 de maio foram iniciadas as gravações. Miguel Falabella, Marisa Orth e Tom Cavalcante anunciaram e revelaram fotos dos bastidores das primeiras gravações.

### Escolha do elenco
"Falei sobre o filme, ela estava muito animada. Na história, ela ia voltar a interpretar a Neide Aparecida, que fez no programa. É uma perda imensa, estou arrasado pela minha amada amiga. Com tristeza, vou ter que reescrever o roteiro"

— Miguel Falabella sobre ter que reescrever o filme após a morte de Márcia Cabrita durante entrevista ao jornal Extra.
Miguel Falabella, Marisa Orth, Aracy Balabanian e Luis Gustavo, que estiveram no elenco original da série do começo ao fim, aceitaram reprisarem seus personagens logo que o filme começou a ser roteirizado. Márcia Cabrita chegou a ser confirmada novamente como a empregada Neide Aparecida, célebre no seriado entre 1997 e 2000, porém a atriz morreu em 10 de novembro de 2017 devido a um câncer diagnosticado em 2010. Com isso, as filmagens foram adiadas, uma vez que Miguel Falabella era grande amigo da atriz e ficou abalado com o ocorrido. Em entrevista, Tom Cavalcante revelou que Márcia seria homenageada no filme.
Com a morte de Márcia, Cláudia Jimenez foi convidada para voltar a interpretar a empregada Edileuza, que interpretou na primeira temporada do programa – a atriz recusou voltar ao revival da série em 2013. A atriz chegou a aceitar em homenagem à Márcia, porém logo depois desistiu do papel, alegando que achou que tinha esquecido as divergências do passado com o elenco, porém no momento em que se viu de volta à personagem sentiu que ainda estava magoada pelas situações nos bastidores de 20 anos antes. Cláudia Rodrigues, que interpretou a terceira e última empregada original do seriado, Sirene, afirmou que gostaria de estar no elenco, porém não pode por estar entrando e saindo de internações continuas devido à esclerose múltipla.
Sem poder contar com nenhuma das três atrizes originais da série, Miguel convidou Cacau Protásio para interpretar a nova empregada da família, a qual a atriz achou que seria Edileuza, mas o autor preferiu criar uma nova, nomeada como Cibalena. Paulo Gustavo e Tatá Werneck foram convidados para o filme, porém as agendas de ambos não conciliaram com as gravações e ambos foram substituídos por Katiuscia Canoro e Lucio Mauro Filho. Daniel Filho, diretor do seriado, faria uma participação como tio de Caco, porém ele teve outros compromissos e foi substituído por Castrinho.
Em maio de 2018 Luis Gustavo teve que deixar o filme devido a uma diverticulite e problemas circulatórios, o que o impossibilitava ficar muito tempo em pé ou sentado.
Ainda Segundo o ator, foi cogitada a possibilidade de uma participação especial, mas ele descartou a ideia. A equipe cogitou adiar o projeto, mas devido aos compromissos já firmados com os patrocinadores não foi possível e Miguel decidiu incluir no elenco o personagem Caquinho, filho de Caco e Magda que aparecia apenas nas quarta e quinta temporadas do seriado, sendo interpretado agora pelo ator Rafael Canedo e não mais por Lucas Hornos, que interpretou-o originalmente na série. Em 8 de junho, foi anunciado que Luis Gustavo havia retornando ao elenco.